# Nemanja Vidić
Nemanja Vidić (cirill betűkkel: Немања Видић, Titovo Užice, Jugoszlávia, 1981. október 21. –) szerb labdarúgó, aki pályafutása során a Manchester Unitedben és az Interben is játszott. 2002 és 2011 között a Jugoszláv, a Szerbia és Montenegró-i és Szerb válogatottnak is a tagja volt.
Nevelőegyüttesében, a belgrádi Crvena zvezdában 2000-ben mutatkozott be a felnőttek között. 2004-ben az orosz Szpartak Moszkva igazolta le, ahol Európa legkeresettebb védői közé került, főleg a nemzeti csapatban nyújtott teljesítménye miatt, ahol vezére volt a válogatott védelmének, amely mindössze egy gólt kapott a 2006-os világbajnoki selejtezők alatt. A nyári világbajnokság után körülbelül 7 000 000 euróért írt alá a Manchester Unitedhez. 2006 januárjától majd egy évtizeden át játszott Rio Ferdinand oldalán a manchesteriek védelmében, az évek alatt Európa legjobb hátvédpárosává fejlődve. Játékának legnagyobb erényei a következetesség, a tudatosság és fejjátéka volt. 2014 júliusában, szerződése lejárta után ingyen igazolt a milánói Internazionaléhoz.
Vidić angliai pályafutása alatt öt alkalommal nyerte meg a Premier League-át, háromszor az Ligakupát, valamint elhódította a Bajnokok Ligája és a FIFA-klubvilágbajnokság trófeáját is. Egymást követő négy szezonban választották be a szakírók az Év Csapatába, vezérletével a United rekordot jelentő tizennégy egymást követő bajnoki mérkőzésen nem kapott gólt. A 2010-2011-es idény végén az év játékosának választották a Premier League-ben. Két évvel korábban szintén ő érdemelte ki a rangos elismerést, amely bravúrt rajta kívül csak Thierry Henry és Cristiano Ronaldo mondhat el magáról. A 2010-2011-es szezontól három éven át ő volt a United csapatkapitánya. Szerződése lejárta után igazolt az olasz bajnokságba, ott azonban állandóan fellépő sérve miatt kevés játéklehetőséget kapott, ezért 2016. január 18-án közös megegyezéssel szerződést bontott az Internazionale csapatával. Bár akkori hírek szerint lett volna lehetősége az amerikai élvonalba igazolnia, 2016. január 29-én bejelentette visszavonulását.

## Pályafutása

### Kezdeti évek
Vidić hétéves korában kezdett futballozni, a Jedinstvo Užice ifiakadémiáján. Remekül fejlődött, és 12 évesen a Sloboda Užicéhez került, ahol két és fél évet töltött el.

### Crvena Zvezda és Szpartak Moszkva
1996-ban nem sokkal a 15. születésnapja előtt Vidić a Crvena Zvezda játékosa lett. Átigazolása után csapata kölcsönadta a Spartak Suboticának. Miután visszatért Belgrádba, nagyon fontos tagja lett a piros-fehéreknek. A 2001–02-es szezonban megnyerte a jugoszláv kupát a csapattal, majd nem sokkal később a csapatkapitányi karszalagot is megkapta. 2004-ig maradt a Crvena Zvezdánál, ekkor a Szpartak Moszkvához igazolt. Nem tudni, hogy a moszkvaiak mennyit fizettek érte, de úgy tudni, megszerzésével orosz átigazolási rekordot döntött a Szpartak.

### Manchester United
Vidić két szezont töltött az orosz fővárosban, majd, körülbelül 7 millió fontért a Manchester Unitedhez igazolt, ahol a 15-ös számú mez lett az övé. 2006. január 25-én, egy Blackburn Rovers elleni Ligakupa-meccsen mutatkozott be, az utolsó néhány percre állt be Ruud van Nistelrooy helyett. A 2006–07-es szezonban 25 bajnoki meccsen játszott, remek párost alkotva a védelem közepén Rio Ferdinanddal (kettejük elnevezése a Red Wall, vagyis a vörös fal lett). Végül a bajnokságot is megnyerte csapatával.
2006. október 14-én megszerezte első gólját a United színeiben, egy Wigan Athletic elleni mérkőzésen. December 6-án megszületett első Bajnokok Ligája-találata is, a Benfica ellen volt eredményes. 2007 novemberében két évvel meghosszabbította szerződését a Vörös Ördögökkel. A 2007–08-as szezon végén bajnoki címet és a BL-győzelmet ünnepelt csapatával.
A következő idényben Vidić és Ferdinand főszereplésével új rekordot állított fel a Manchester United az angol bajnokságok történetében azzal, hogy sorozatban 14 meccsen nem kapott gólt. Az évad végén a legjobb játékosnak járó díjat is megkaphatta volna, de a szakértők végül Ryan Giggst látták a legjobbnak.
A 2010-es szezonban Vidić lett a Manchester United csapatkapitánya, mivel Sir Alex Ferguson olyan játékost akart kapitánynak, aki kevésbé sérülékeny. A karszalag mindenesetre jó kézre került, mivel Vidić tökéletesen megállta a helyét kapitányként is
A 2011-es szezonban mégsem ő volt a kapitány, ugyanis decemberben, a Basel elleni BL visszavágón, súlyos sérülést szenvedett, ami után csak 2012 augusztusában tudott visszatérni.

### Internazionale
2014. március 5-én bejelentették, hogy a nyártól az olasz FC Internazionale Milano labdarúgója lesz.

## A válogatottban
Vidić 2002. október 12-én, Olaszország ellen mutatkozott be a szerb és montenegrói válogatottban. Nagy szerepe volt abban 2006-os vb selejtezői során mindössze egy gólt kapott válogatottja. 2006 óta a független szerb válogatottat képviseli.

## Sikerei, díjai

### Crvena Zvezda
- Jugoszláv kupa-győztes: 2002
- Szerb bajnok: 2003/04
- Szerb és montenegrói kupa-győztes: 2004

### Manchester United
- Angol bajnok: 2006–07, 2007–08, 2008–09, 2010–11, 2012–13
- Ligakupa-győztes: 2006, 2009
- FA Community Shield-győztes: 2007, 2008, 2010, 2011, 2013
- Bajnokok Ligája-győztes: 2007–08
- FIFA-klubvilágbajnok: 2008

## Külső hivatkozások
- Nemanja Vidić pályafutásának statisztikái a Soccerbase oldalon (angolul)

- Nemanja Vidić honlapja
- Nemanja Vidić adatlapja a StretfordEnd.co.uk-on
- Nemanja Vidić adatlapja a Manchester United honlapján
- Nemanja Vidić válogatottbeli statisztikái[halott link]

| Előző Gary Neville | a Manchester United FC csapatkapitánya 2011–2014 | Következő Wayne Rooney |